# Zlatokopové z Arkansasu
Zlatokopové z Arkansasu (německy Die Goldsucher von Arkansas, francouzsky Les chercheurs d'or de l'Arkansas. italsky Alla conquista dell'Arkansas, ve Spojeném královstvé uveden jako Conquerors of Arkansas) je německo-francouzsko-italský western z roku 1964, který režíroval Paul Martin,  v hlavních rolích s Mariem Adorfem a Bradem Harrisem. Volně je inspirován románem Friedricha Gerstäckera z roku 1845 Die Regularen von Arkansas. Natáčel se v Československu, v jedné z rolí se objevila Olga Schoberová.

## Obsazení
- Brad Harris – Phil Stone
- Mario Adorf – Matt Ellis
- Horst Frank – Dan McCormick
- Dorothee Parkerová – Jane Brendelová
- Olga Schoberová – Mary Brendelová
- Ralf Wolter – Tim Fletcher
- Marianne Hoppeová – Mrs. Brendelová
- Dieter Borsche – Pastor Benson
- Thomas Alder – Erik Brendel
- Joseph Egger – Fishbury
- Philippe Lemaire –  Jim Donovan
- Fulvia Franco – Ilona
- Serge Marquand – Fielding